# Rue des Jacobins (Toulouse)
Pour les articles homonymes, voir Rue des Jacobins.
La rue des Jacobins (en occitan : carrièra dels Jacobins) est une voie de Toulouse, chef-lieu de la région Occitanie, dans le Midi de la France.

## Situation et accès

### Description
La rue des Jacobins est une voie publique. Elle se trouve dans le quartier Capitole.
Cette rue relativement étroite, large de seulement 5 mètres, naît perpendiculairement à la rue Joseph-Lakanal, face au no 9 de cette rue. Suivant un parcours rectiligne d'est en ouest, elle n'est longue que de 90 mètres. Elle se termine au croisement de la rue de Mirepoix, face au no 10 de cette rue.
La chaussée compte une seule voie de circulation automobile, en sens unique, depuis la rue Mirepoix vers la rue Joseph-Lakanal. Elle appartient à une zone de rencontre et la vitesse y est limitée à 20 km/h. Il n'existe ni bande, ni piste cyclable, quoiqu'elle soit à double-sens cyclable.

### Voies rencontrées
La rue des Jacobins rencontre les voies suivantes, dans l'ordre des numéros croissants :
1. Rue Joseph-Lakanal
2. Rue de Mirepoix

### Transports
La rue des Jacobins n'est pas directement desservie par les transports en commun Tisséo. Elle se trouve cependant à proximité de la rue Jean-Antoine-Romiguières et de la rue Léon-Gambetta, toutes les deux parcourues par la navette Ville. La station de métro la plus proche est la station Capitole, sur la ligne de métro .
Il existe une station de vélos en libre-service VélôToulouse à proximité : la station no 12 (66 rue Pargaminières).

## Odonymie
La rue tient son nom du couvent des Jacobins, établi à proximité au XIIIe siècle. D'ailleurs, ce fut également, au XVIe siècle, le nom d'une rue voisine (actuelle rue Joseph-Lakanal).
La rue des Jacobins a porté des noms différents. Jusqu'au milieu du XIIIe siècle, elle était désignée comme la « rue canton qui fait la division de Saint-Pierre à la Daurade », car elle longeait l'ancien rempart gallo-romain qui, au Moyen Âge, séparait le Bourg de Saint-Sernin de la Cité et qui continua à servir de limite entre les capitoulats de Saint-Pierre-des-Cuisines et de la Daurade. À partir du XVe siècle, elle fut appelée rue de la Vidale ou de la Vidalle, qui lui venait d'une dame du nom de Vidal habitant cette rue, à l'angle de la rue des Prêcheurs (actuelle rue Joseph-Lakanal). Une famille Vidal était toujours propriétaire dans la rue d'une salle de jeu de paume au XVIIe siècle. D'ailleurs, à la même époque, la rue était également désignée comme la rue du Jeu-de-Paume. Les deux noms subsistèrent jusqu'au XVIIIe siècle et une pierre placée à l'angle de l'actuelle rue Joseph-Lakanal dans la seconde moitié de ce siècle porte gravée l'inscription : « RVE DE LA VIDALLE ».

## Histoire

### Moyen Âge et période moderne
En 1679, il y a deux salles de jeu de paume dans cette rue, sur le côté nord : l'une tenue par Jean de Madron, trésorier général de France, à l'angle de la rue de Mirepoix (emplacement de l'actuel no 1), et l'autre par Antoinette Chabrières (emplacement de l'actuel no 3).